# Ohotszki járás
Az Ohotszki járás (oroszul Охотский район) Oroszország egyik járása a Habarovszki határterületen. Székhelye Ohotszk.

## Népesség
- 1989-ben 19 183 lakosa volt.
- 2002-ben 12 017 lakosa volt, melynek 13,2%-a even nemzetiségű.
- 2010-ben 8 201 lakosa volt.